# Ibrahim Koné
Ibrahim Koné (sinh 30 tháng 1 năm 1995) là một cầu thủ bóng đá người Guinée. Tính đến năm 2020, anh thi đấu cho Żejtun Corinthians.